# Л'Алкудія
Л'Алкудія, Алькудія-де-Карлет (валенс. L'Alcúdia (офіційна назва), ісп. Alcudia de Carlet) — муніципалітет в Іспанії, у складі автономної спільноти Валенсія, у провінції Валенсія. Населення — 12 200 осіб (2021).

## Географія
Муніципалітет розташований на відстані близько 300 км на південний схід від Мадрида, 32 км на південь від Валенсії.
На території муніципалітету розташовані такі населені пункти: (дані про населення за 2010 рік)
- Л'Алкудія: 11048 осіб
- Лес-Комес: 73 особи
- Монтортал: 125 осіб

## Демографія
Динаміка населення (INE ):

## Галерея зображень

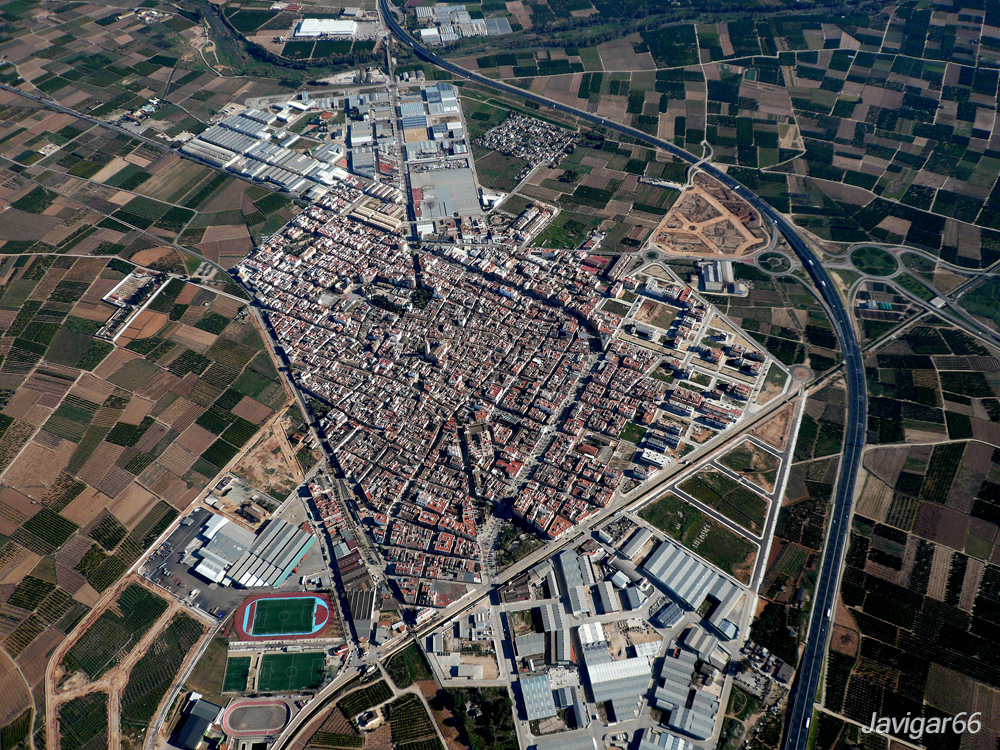
Л'Алкудія, вид згори
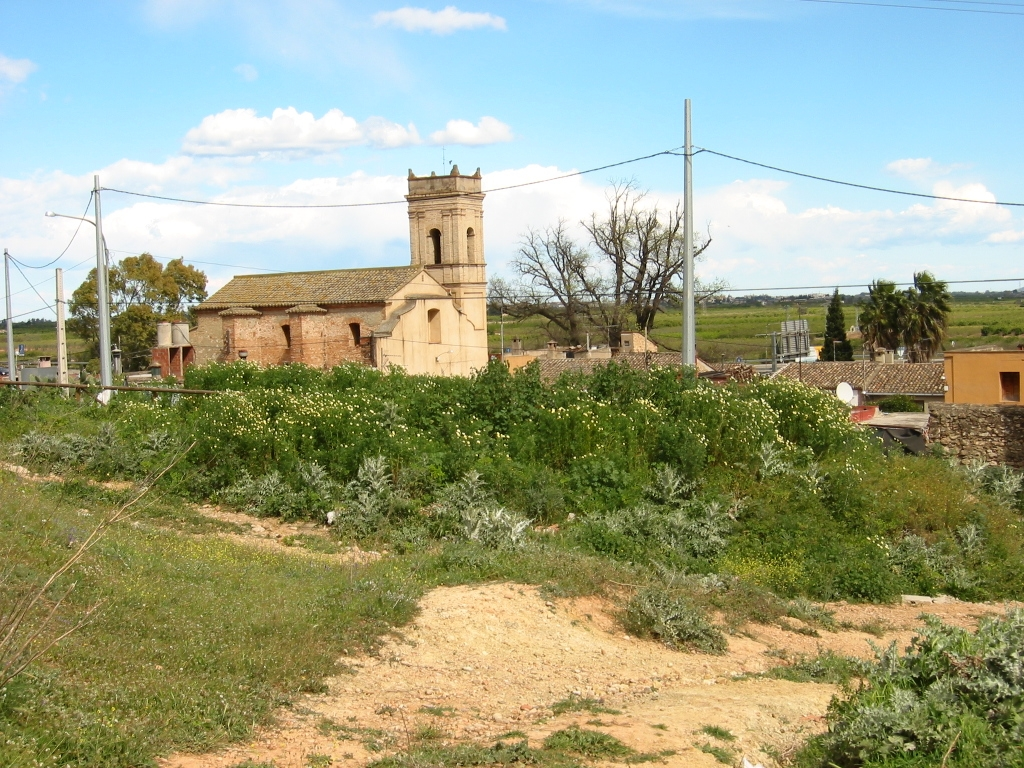
Монтортал
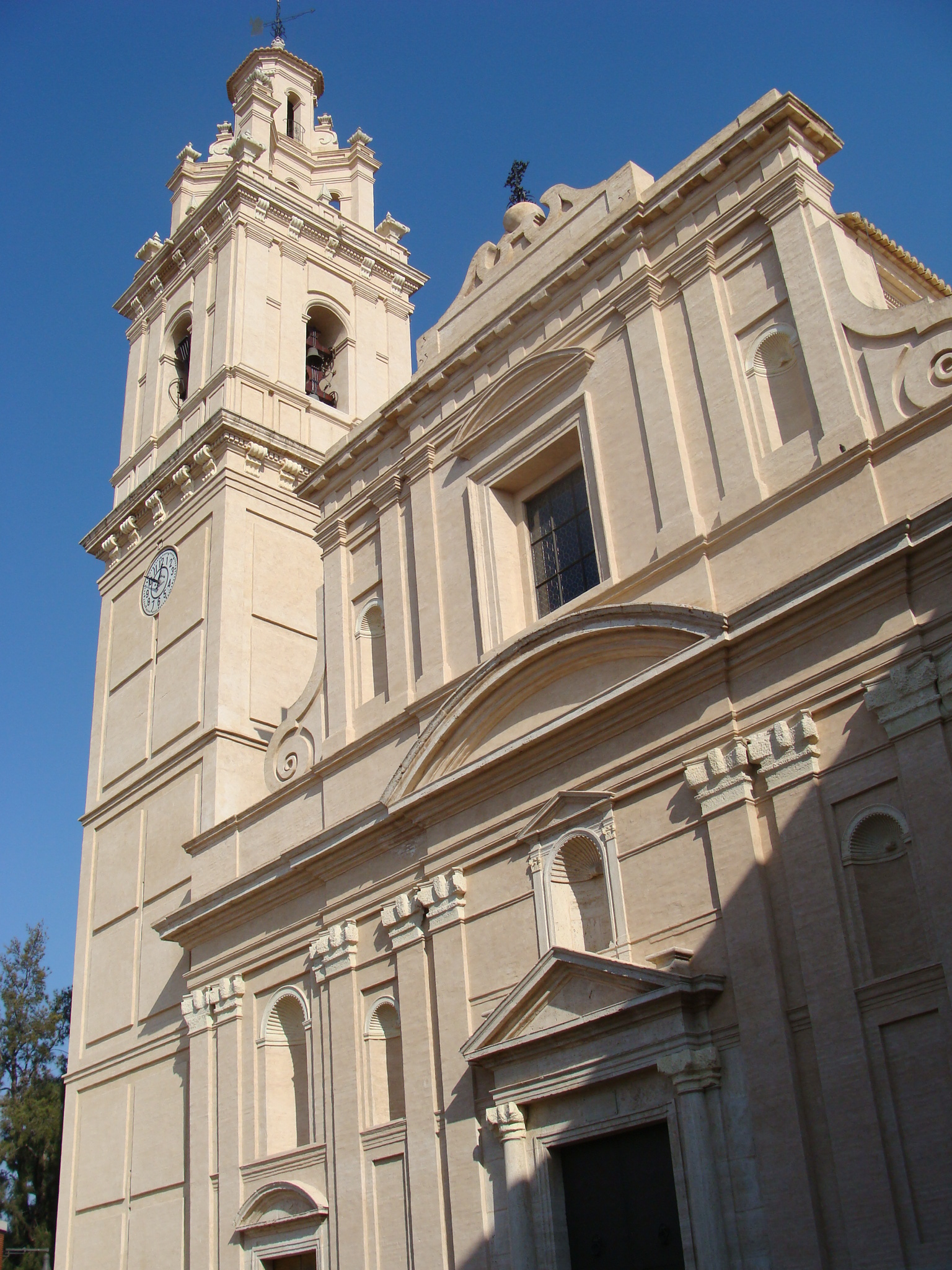
Церква Сан-Андрес